# Karlheinz Lüdeking
Karlheinz Lüdeking (* 1950) ist ein deutscher Kunstwissenschaftler und -theoretiker. Er ist ehemaliger Dekan der Fakultät Bildende Kunst sowie Professor für Kunstgeschichte und Kunstwissenschaft an der Universität der Künste Berlin.

## Leben
Lüdeking studierte Bildende Kunst an der Universität der Künste Berlin. Als Studienrat unterrichtete er von 1976 bis 1978 an einem Berliner Gymnasium. Ein weiteres Studium der Philosophie, Kunstgeschichte und Germanistik folgte. 1985 wurde er im Fach Philosophie bei Ernst Tugendhat promoviert. Im Fach Kunstwissenschaft habilitierte er sich 1993. Lüdeking übernahm Lehraufträge, Vertretungs- und Gastprofessuren an zahlreichen Kunstakademien und war Mitbegründer der Deutschen Gesellschaft für Ästhetik.
1997 wurde Lüdeking Professor für Kunstgeschichte an der Akademie der Bildenden Künste Nürnberg. Von 1998 bis 2001 hatte er dort das Amt des Präsidenten inne. 2004 wurde er als Professor für Kunstgeschichte und Kunstwissenschaft an die Universität der Künste in Berlin berufen.
Lüdeking war von Januar 2001 bis Juni 2002 Visiting Member des Institute for Advanced Study in Princeton.